# 孔布朗
孔布朗（法語：Combrand，法語發音：[kɔ̃bʁɑ̃]）是法国德塞夫勒省的一个市镇，属于布雷叙尔区。

## 地理
孔布朗（46°51'51"N, 0°41'22"W）面积24.62 平方千米，位于法国新阿基坦大区德塞夫勒省，该省份为法国西部内陆省份，北起曼恩-卢瓦尔省，西接旺代省，南至夏朗德省和滨海夏朗德省，东临维埃纳省。
与孔布朗接壤的市镇（或旧市镇、城区）包括：瑟里宰、莫莱翁、小布瓦西耶尔、勒潘。

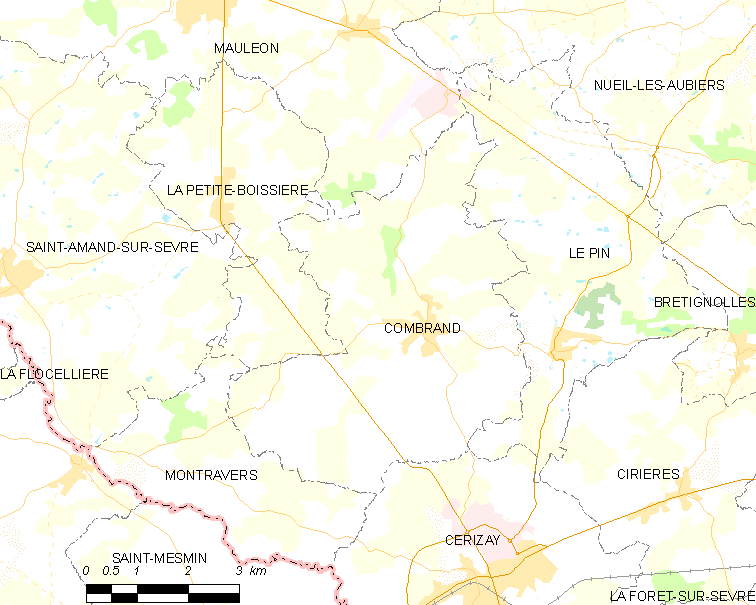
孔布朗的OSM定位图

孔布朗的时区为UTC+01:00、UTC+02:00（夏令时）。

## 行政
孔布朗的邮政编码为79140，INSEE市镇编码为79096。

## 政治
孔布朗所属的省级选区为瑟里宰县。

## 人口

1962-2008年间孔布朗人口变化图示

孔布朗于2022年1月1日时的人口数量为1194人。